# Torre Cavia
La Torre Cavia est un gratte-ciel résidentiel construit en 2009 à Buenos Aires en Argentine. Il s'élève à 173 mètres pour 44 étages.